# Eleccions municipals espanyoles de 2015
Segons el que estableix la Llei Orgànica del Règim Electoral General (LOREG), el 24 de maig del 2015 (quart diumenge de maig), es van celebrar eleccions municipals a Espanya.

## Procediment
El 31 de març de 2015 el Butlletí Oficial de l'Estat publica en la seva edició el Reial decret de convocatòria que va ser aprovat pel Govern central en el darrer Consell de Ministres.
Amb aquest tràmit es compleix a l'article 42.3 de la Llei orgànica 5/1985 del Règim Electoral General (LOREG), que estableix que el reial decret de convocatòria de les eleccions locals s'expedeix 55 dies abans del quart diumenge de maig de l'any de votació.

### A Catalunya
Les eleccions locals del 24 de maig van permetre escollir a Catalunya els regidors dels municipis no sotmesos a consell obert i els membres dels consells comarcals, les diputacions provincials i el Conselh Generau d'Aran. El Reial decret de convocatòria va establir que la campanya electoral tindria una durada de 15 dies entre les zero hores del divendres 8 de maig i les vint-i-quatre hores del divendres 22 de maig.
Candidatura de Progrés fou la marca del Partit dels Socialistes de Catalunya per concórrer a les eleccions. L'antecessora a aquesta marca és Progrés Municipal (PM), utilitzada fins al 2011 i anterior.

### Coincidència amb altres eleccions
El mateix dia se celebraren, per imperatiu de la Llei electoral i dels Estatuts d'Autonomia, si s'escau, eleccions autonòmiques en les comunitats en què estiguessin previstes eleccions abans del 24 de setembre del 2015, és a dir, a Astúries, Cantàbria, Navarra, Castella i Lleó, La Rioja, País Valencià, Comunitat de Madrid, Castella-la Manxa, Múrcia, Canàries, Illes Balears, Aragó i Extremadura, així com a les dues ciutats autònomes (Ceuta i Melilla).
També hi hauria eleccions a les Juntes del País Basc; als Cabildos Insulars canaris; als Consells Insulars de les Balears; al Consell General d'Aran; als consells de Navarra; i a les entitats d'àmbit territorial inferior al municipi.

## Resultats a Catalunya

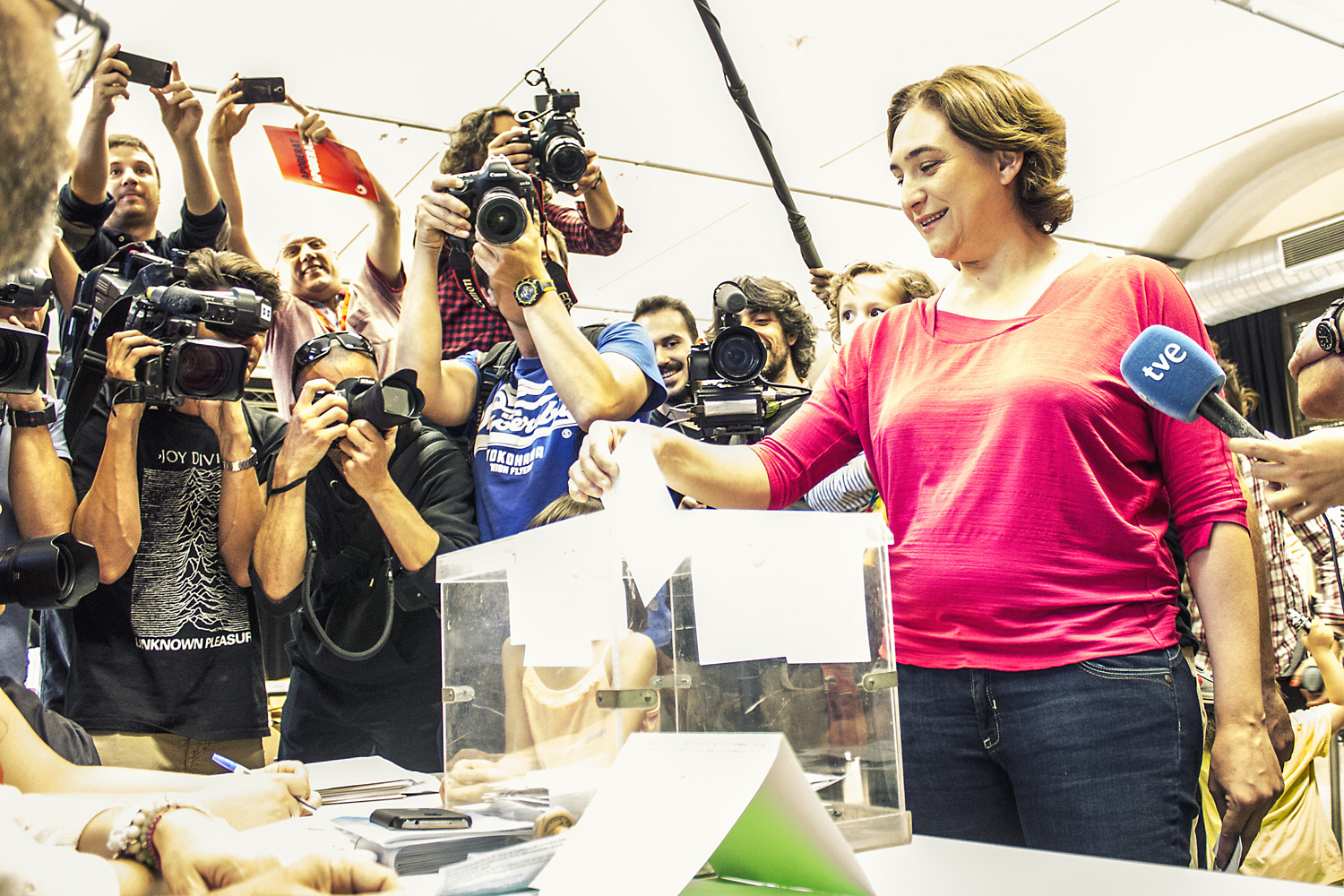
Ada Colau votant al Centre Cívic La Sedeta, de Barcelona

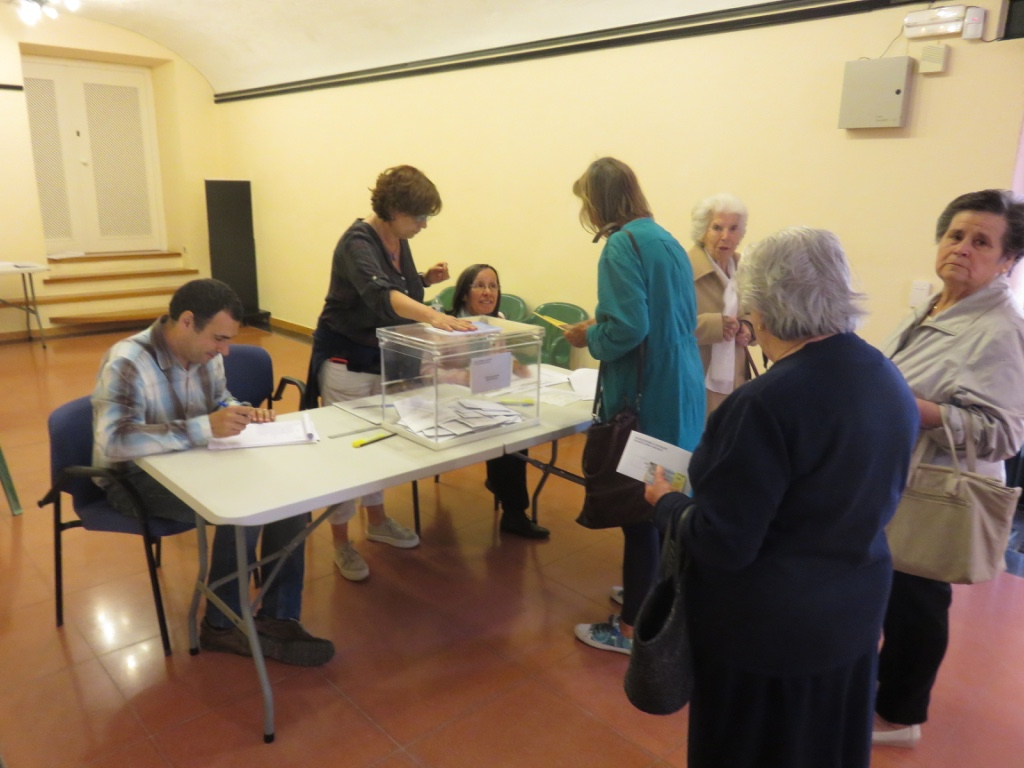
Col·legi electoral al Centre Cultural Escoles Velles, de Begur

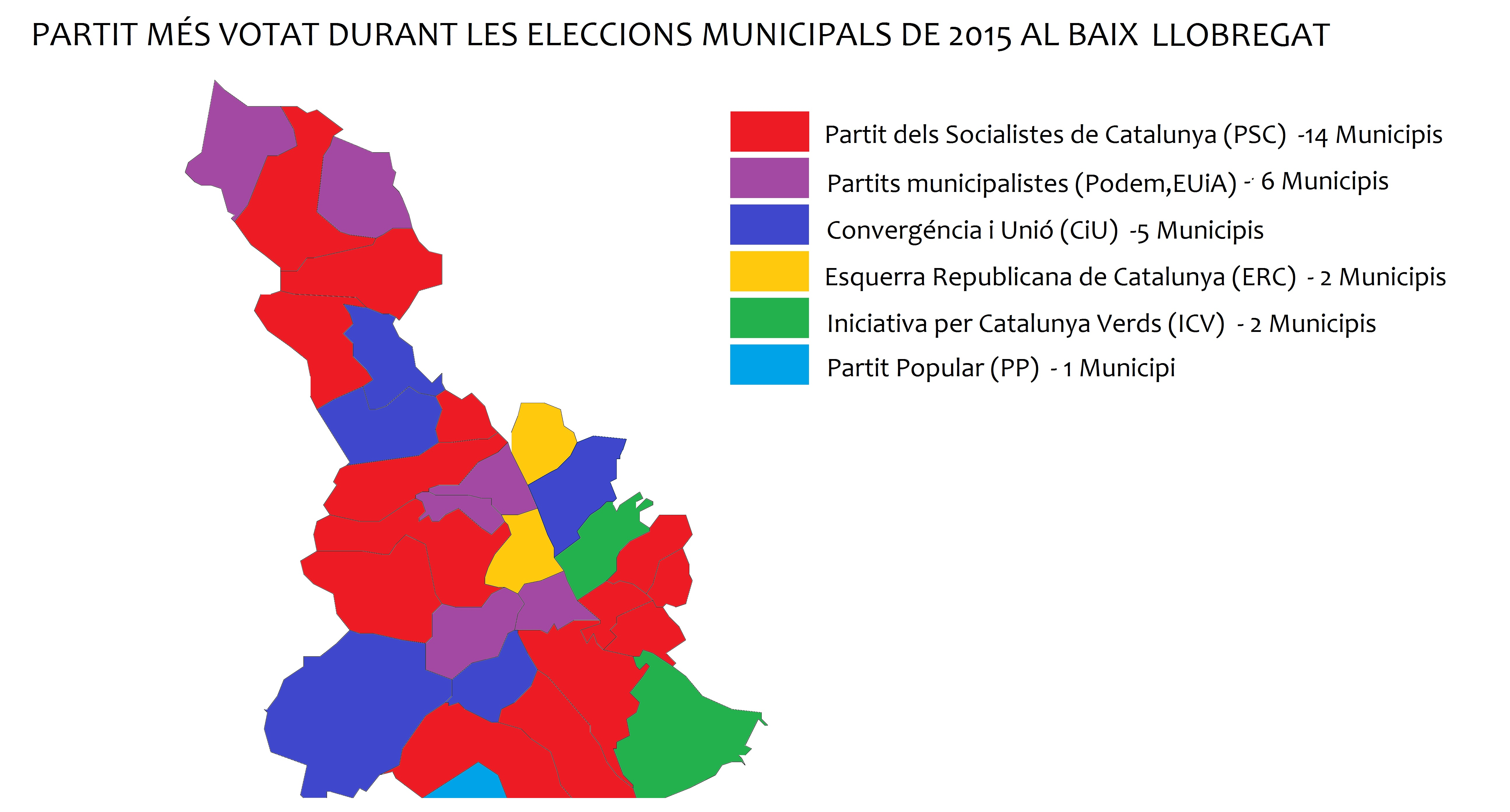
Resultats per municipi a la comarca barcelonina del Baix Llobregat

| Partit               | Vots    | % vots | Regidors | Nº Alcaldes |
| -------------------- | ------- | ------ | -------- | ----------- |
| CiU                  | 668.892 | 21,49% | 3.333    | 346         |
| PSC                  | 530.909 | 17,06% | 1.278    | 66          |
| ERC                  | 510.137 | 16,39% | 2.384    | 188         |
| Entesa               | 366.611 | 11,78% | 358      | 5           |
| PP                   | 234.847 | 7,54%  | 214      | 1           |
| C's                  | 231.293 | 7,43%  | 176      | 0           |
| CUP                  | 221.746 | 7,12%  | 372      | 9           |
| PxC                  | 27.348  | 0,88%  | 8        | 0           |
| FIC                  | 7.305   | 0,23%  | 66       | 3           |
| Moviment d'Esquerres | 6.576   | 0,21%  | 29       | 1           |
| IdSELVA              | 6.565   | 0,21%  | 43       | 5           |

### Consells comarcals
| Comarca           | CiU | ERC | PSOE | CUP | PP | C's | ICV-EUiA | Altres | Capital de comarca      | Partit més votat a la capital de comarca |
| ----------------- | --- | --- | ---- | --- | -- | --- | -------- | ------ | ----------------------- | ---------------------------------------- |
| Alt Camp          | 10  | 3   | 3    | 2   |    |     |          | 1      | Valls                   | CiU (37,10%)                             |
| Alt Empordà       | 15  | 9   | 5    | 1   | 1  | 1   | 1        |        | Figueres                | CiU (31,08%)                             |
| Alt Penedès       | 12  | 6   | 9    | 3   | 1  |     | 2        |        | Vilafranca del Penedès  | CiU (33,08%)                             |
| Alt Urgell        | 11  | 5   | 3    |     |    |     |          |        | La Seu d'Urgell         | CiU (34,01%)                             |
| Alta Ribagorça    | 10  |     | 3    |     | 1  |     |          | 5      | El Pont de Suert        | CiU (52,9%)                              |
| Anoia             | 12  | 11  | 7    | 1   | 1  |     | 1        |        | Igualada                | CiU (45,61%)                             |
| Bages             | 13  | 11  | 5    | 3   |    |     | 1        |        | Manresa                 | CiU (29,16%)                             |
| Baix Camp         | 12  | 8   | 5    | 3   | 2  | 2   |          | 1      | Reus                    | CiU (21,33%)                             |
| Baix Ebre         | 10  | 8   | 5    |     | 1  |     | 1        |        | Tortosa                 | CiU (34,34%)                             |
| Baix Empordà      | 11  | 11  | 7    | 1   | 1  |     | 1        | 1      | La Bisbal d'Empordà     | ERC (25,14%)                             |
| Baix Llobregat    | 5   | 6   | 13   | 1   | 3  | 4   | 7        |        | Sant Feliu de Llobregat | ICV-EUiA (23,73%)                        |
| Baix Penedès      | 10  | 5   | 9    | 2   | 2  | 2   | 1        | 2      | El Vendrell             | PSOE (28,26%)                            |
| Barcelonès        | 6   | 4   | 8    | 4   | 5  | 4   | 8        |        | Barcelona               | Barcelona en comú (25,21%)               |
| Berguedà          | 9   | 6   | 2    | 2   |    |     |          |        | Berga                   | CUP (34,19%)                             |
| Cerdanya          | 13  | 3   |      |     |    |     |          | 3      | Puigcerdà               | CiU (68,94%)                             |
| Conca de Barberà  | 8   | 7   | 1    |     |    |     |          | 3      | Montblanc               | Acord municipal (56,12%)                 |
| Garraf            | 9   | 5   | 8    | 5   | 2  | 2   | 1        | 1      | Vilanova i la Geltrú    | CiU (22,21%)                             |
| Garrigues         | 11  | 7   | 1    |     |    |     |          |        | Les Borges Blanques     | CiU (53,66%)                             |
| Garrotxa          | 14  | 7   | 2    | 2   |    |     |          |        | Olot                    | CiU (37,95%)                             |
| Gironès           | 14  | 9   | 3    | 4   | 1  | 1   | 1        |        | Girona                  | CiU (32,59%)                             |
| Maresme           | 9   | 9   | 6    | 3   | 2  | 2   | 2        |        | Mataró                  | PSOE (18,46%)                            |
| Moianès           | 6   | 10  | 2    |     |    |     |          | 1      | Moià                    | Acord municipal (74,06%)                 |
| Montsià           | 9   | 9   | 5    |     | 1  |     | 1        |        | Amposta                 | ERC (47,11%)                             |
| Noguera           | 9   | 9   | 1    |     |    |     |          |        | Balaguer                | CiU (26,27%)                             |
| Osona             | 14  | 14  | 3    | 2   |    |     |          |        | Vic                     | CiU (35,41%)                             |
| Pallars Jussà     | 9   | 5   | 5    |     |    |     |          |        | Tremp                   | PSOE (35,58%)                            |
| Pallars Sobirà    | 10  | 4   | 1    | 1   |    |     |          | 3      | Sort                    | CiU (36,12%)                             |
| Pla d'Urgell      | 12  | 7   |      |     |    |     |          |        | Mollerussa              | CiU (54,89%)                             |
| Pla de l'Estany   | 10  | 8   |      | 1   |    |     |          |        | Banyoles                | CiU (45,26%)                             |
| Priorat           | 9   | 8   | 1    | 1   |    |     |          |        | Falset                  | Acord municipal (56,05%)                 |
| Ribera d'Ebre     | 9   | 8   | 1    |     |    |     |          | 1      | Móra d'Ebre             | CiU (51,81%)                             |
| Ripollès          | 10  | 5   | 1    | 1   |    |     |          | 2      | Ripoll                  | CiU (51,91%)                             |
| Segarra           | 8   | 8   | 1    | 1   |    |     | 1        |        | Cervera                 | CiU (26,94%)                             |
| Segrià            | 13  | 7   | 6    | 1   | 2  | 2   | 1        | 1      | Lleida                  | PSOE (24,67%)                            |
| Selva             | 15  | 11  | 3    | 1   | 1  | 1   | 2        |        | Santa Coloma de Farners | CiU (30,92%)                             |
| Solsonès          | 8   | 8   |      | 1   |    |     |          | 2      | Solsona                 | ERC (47,88%)                             |
| Tarragonès        | 9   | 5   | 9    | 1   | 3  | 4   | 2        |        | Tarragona               | PSOE (28,35%)                            |
| Terra Alta        | 9   | 5   | 1    |     | 1  |     | 1        | 2      | Gandesa                 | CiU (54,84%)                             |
| Urgell            | 10  | 7   |      | 2   |    |     |          |        | Tàrrega                 | CiU (37,66%)                             |
| Vallès Occidental | 6   | 7   | 9    | 5   | 2  | 4   | 6        |        | Sabadell/Terrassa       | PSOE (15,41%)                            |
| Vallès Oriental   | 8   | 8   | 9    | 2   | 1  | 1   | 4        |        | Granollers              | PSOE (43,28%)                            |

### Consell General d'Aran
| CDA-PNA | UA-PSC-CP | PRAG |
| ------- | --------- | ---- |
| 7       | 5         | 1    |

## Resultats al País Valencià
| Partit               | Vots    | % vots | Regidors | Alcaldes |
| -------------------- | ------- | ------ | -------- | -------- |
| PP                   | 725.803 | 29,04% | 2.216    | 151      |
| PSOE                 | 620.804 | 24,84% | 1.832    | 123      |
| Compromís            | 381.533 | 15,26% | 722      | 18       |
| C's                  | 223.467 | 8,94%  | 223      | 4        |
| Acord Ciutadà        | 166.543 | 6,66%  | 214      | 3        |
| VALC                 | 40.420  | 1,62%  | 3        |          |
| UPyD                 | 34.651  | 1,39%  | 11       |          |
| Castelló en moviment | 10.443  | 0,42%  | 4        |          |
| LVE                  | 8.000   | 0,32%  | 11       | 1        |
| ERPV                 | 1.284   | 0,05%  | 20       |          |

1. ↑  Inclosos també regidors aconseguits dins les llistes d'Acord Ciutadà o Compromís.

## Resultats Espanya
| Partit                           | Partit                           | Vots       | Variació (respecte 2011) | Percentatge | Regidors |
| -------------------------------- | -------------------------------- | ---------- | ------------------------ | ----------- | -------- |
| Partit Popular                   | Partit Popular                   | 6.057.767  | 2.418.371                | 27,07%      | 22.750   |
| Partit Socialista Obrer Espanyol | Partit Socialista Obrer Espanyol | 5.603.112  | 672.202                  | 25,02%      | 20.818   |
| Ciutadans                        | Ciutadans                        | 1.467.663  | 1.432.603                | 6,55%       | 1.527    |
| Esquerra Unida                   | Esquerra Unida                   | 999.647    | 437.414                  | 4,46%       | 2.029    |
| Convergència i Unió              | Convergència i Unió              | 668.892    | 110.296                  | 2,99%       | 3.333    |
| Esquerra Republicana             | Esquerra Republicana             | 513.044    | 241.541                  | 2,29%       | 2.388    |
| Coalició Compromís               | Coalició Compromís               | 381.533    | 200.701                  | 1,70%       | 722      |
| Entesa                           | Entesa                           | 366.611    | -                        | 1,64%       | 358      |
| EAJ-PNV                          | EAJ-PNV                          | 360.143    | 32.959                   | 1,61%       | 1.019    |
| Bildu                            | Bildu                            | 308.829    | 4.409                    | 1,38%       | 1.195    |
| Unió, Progrés i Democràcia       | Unió, Progrés i Democràcia       | 232.917    | 231.907                  | 1,04%       | 129      |
| Coalición Canaria                | Coalición Canaria                | 150.996    | 51.727                   | 0,67%       | 300      |
| Resta                            | Resta                            | 3.356.737  | 1.682.574                | 14,99%      | 6.190    |
| Participació                     | Participació                     | 22.746.489 | 221.792                  | 64,93%      | -        |
| Abstenció                        | Abstenció                        | 12.287.414 | 541.882                  | 35,07%      | -        |
| Vots en blanc                    | Vots en blanc                    | 370.766    | 213.703                  | 1,66%       | -        |
| Vots nuls                        | Vots nuls                        | 350.52     | 36.675                   | 1,54%       | -        |